# Демулен, Шарль
Шарль Робе́р Алекса́ндр де Го Демуле́н (фр. Charles Robert Alexandre de Gaux Des Moulins; 1798—1875) — французский ботаник и малаколог.

## Биография
Шарль Демулен родился 13 марта 1798 года в Саутгемптоне. Отец Шарля, будучи противником Французской революции, эмигрировал в Англию в 1790 году. В 1815 году семья Демулен, сопровождавшая герцога Ангулемского Людовика, переехала в Испанию. Шарль первоначальное образование получал от своего отца, затем, вернувшись во Францию, учился в Университете Франции.
В 1825 году Демулен был избран членом Линнеевского общества Бордо, в следующем году он стал его президентом. К этому времени Шарль уже начал терять слух.
Шарль Демулен несколько раз путешествовал по району горы Миди-де-Бигор, издал несколько публикаций по флоре и фауне этих мест.
Шарль Робер Александр Демулен скончался 23 декабря 1875 года.
Основной гербарий растений, собранных Демуленом, разделён между Музеем естественной истории в Отёне (AUT) и Ботаническим гербарием Бордо (BORD).

## Некоторые научные публикации
- Des Moulins, C. (1829). Essai sur les Sphérulites. 156 p.
- Des Moulins, C. (1840). Catalogue raisonné des plantes de la Dordogne. 165 p.
- Des Moulins, C. (1844). État de la végétation sur le Pic du Midi de Bigorre. 112 p.
- Des Moulins, C. (1849). Catalogue raisonné des phanérogames de la Dordogne; Additions. 178 p.
- Des Moulins, C. (1859). Catalogue raisonné des phanérogames de la Dordogne; Supplement final. 453 p.

## Роды, названные в честь Ш. Демулена
- Demoulia Gray, 1838
- Moulinsia Cambess., 1829 [= Lepisanthes Blume, 1825]
- Moulinsia Raf., 1830 [= Aristida L., 1753]
- Moulinsia L. Agassiz, 1841 [= Encope L. Agassiz, 1840]
- Moulinsia Blume, 1849 [= Erioglossum Blume, 1825]